# SO.6000 Triton
Pour les articles homonymes, voir Triton.
Le SO.6000 Triton fut le premier avion à réaction français, construit par la Société nationale des constructions aéronautiques du Sud-Ouest (SNCASO).
Son étude commença en 1943 en secret à l'insu de l'occupant. Conçu par Lucien Servanty comme un avion expérimental, cinq prototypes furent commandés par l'État français.
Monoréacteur biplace, le prototype no 1 devait être équipé d'un réacteur français à compresseur axial : le Rateau-Anxionnaz GTS-65 de 1 800 kgf dont les études avaient démarré peu avant guerre, en 1939, et un prototype d'essais construit (Rateau SRA-1). Compte tenu du retard de mise au point, il fut équipé du réacteur allemand de récupération Junkers Jumo 004-B2 de 910 kgp, mais ce moteur peu fiable (durée de vie 25 heures) s'est rapidement révélé inadapté car beaucoup trop faible et sujet à la surchauffe du fait de son montage dans le fuselage. Piloté par Daniel Rastel et Armand Raimbeau, il fit son premier vol le 11 novembre 1946 à Orléans-Bricy. Le prototype no 2 fut réservé aux essais statiques.
Les trois autres prototypes furent équipés d'un réacteur Rolls-Royce Nene de 2 270 kgf fabriqué sous licence par Hispano-Suiza avec lequel ils atteignent un record mondial de vitesse pour biplace à 915 km/h.
Leurs dates de premier vol sont les suivantes :
- no 3 : 4 avril 1950 - conservé au Musée de l'Air et de l'Espace ;
- no 4 : 19 mars 1948 ;
- no 5 : 23 mai 1949.

## Autres caractéristiques
- Vitesse au décollage : 210 km/h.
- Distance de décollage : 450 m.